# Warren Parr
Warren Cornelius Parr (ur. 25 stycznia 1952) – australijski lekkoatleta, płotkarz, medalista igrzysk Wspólnoty Narodów, olimpijczyk.
Specjalizował się w biegu na 110 metrów przez płotki. Zajął 2. miejsce w tej konkurencji na igrzyskach Konferencji Pacyfiku w 1973 w Toronto oraz 4. miejsce na igrzyskach Brytyjskiej Wspólnoty Narodów w 1974 w Christchurch.
Odpadł w półfinale biegu na 110 metrów przez płotki na igrzyskach olimpijskich w 1976 w Montrealu. Zwyciężył na tym dystansie na igrzyskach Konferencji Pacyfiku w 1977 w Canberze. Zdobył brązowy medal w biegu na 110 metrów przez płotki (przegrywając jedynie z Berwynem Price z Walii i swym kolegą z reprezentacji Australii Maxem Binningtonem) na igrzyskach Wspólnoty Narodów w 1978 w Edmonton. Na kolejnych igrzyskach Wspólnoty Narodów w 1982 w Brisbane zajął w tej konkurencji 9. miejsce.
Parr był mistrzem Australii w biegu na 110 metrów przez płotki w 1972/1973, 1973/1974, 1975/1976 i 1979/1980, wicemistrzem w tej konkurencji w 1970/1971, 1971/1972, 1976/1977, 1977/1978 i 1980/1981 oraz brązowym medalistą w 1981/1982.
Był rekordzistą Australii w biegu na 110 metrów przez płotki z czasem 13,7 s (pomiar ręczny, 3 kwietnia 1973 w Sydney) i 13,88 s (pomiar automatyczny, 28 lipca 1976 w Montrealu). Jego rekord życiowy w biegu na 110 metrów przez płotki wynosił odpowiednio 13,6 s ((9 października 1977 w Sydney)  i 13,88 s.